# Karin Kneissl
Karin Kneissl (ur. 18 stycznia 1965 w Wiedniu) – austriacka prawniczka, publicystka i nauczycielka akademicka, specjalistka w zagadnieniach z zakresu polityki energetycznej i Bliskiego Wschodu, w latach 2017–2019 minister spraw zagranicznych, prezes rosyjskiego think tanku GORKI.

## Życiorys
Studiowała prawo i języki orientalne na Uniwersytecie Wiedeńskim, doktoryzowała się w zakresie prawa międzynarodowego. Kształciła się również na Uniwersytecie Hebrajskim i Uniwersytecie Jordańskim, a jako stypendystka Programu Fulbrighta także na Georgetown University. Została również absolwentką francuskiej École nationale d’administration. W latach 90. zatrudniona w austriackiej dyplomacji, m.in. jako doradca prawny w Paryżu i Madrycie. Od końca tej dekady badaczka i wykładowczyni, specjalizująca się w sprawach dotyczących polityki energetycznej i Bliskiego Wschodu. Jako nauczycielka akademicka związana m.in. z Uniwersytetem Świętego Józefa w Bejrucie, Akademią Dyplomatyczną w Wiedniu oraz heską szkołą biznesową EBS Universität für Wirtschaft und Recht. Wykładała też na austriackich uczelniach wojskowych. Od 2002 regularna komentatorka publicznego radia i telewizji ORF. Pisała dla dzienników „Die Presse” (jako korespondentka w Słowenii) i „Neue Zürcher Zeitung”.
W latach 2005–2010 z ramienia Austriackiej Partii Ludowej była radną miejscowości Seibersdorf. Powołana na wiceprzewodniczącą think tanku STRATEG oraz do rady nadzorczej wchodzącego w skład koncernu Vienna Insurance Group przedsiębiorstwa Wiener Städtische Versicherung.
W grudniu 2017 z rekomendacji Wolnościowej Partii Austrii objęła stanowisko ministra spraw zagranicznych, europejskich i integracji w rządzie Sebastiana Kurza. W maju 2019 pozostała na tej funkcji, podczas gdy pozostali ministrowie z puli FPÖ zostali zdymisjonowani. Od 18 do 31 grudnia 2017 była też przewodniczącą OBWE. Ze stanowiska ministra odeszła wraz z całym rządem w czerwcu 2019.
W 2021 została powołana w skład rady dyrektorów rosyjskiego koncernu naftowego Rosnieft. W 2023, podczas trwającej inwazji Rosji na Ukrainę, objęła kierownictwo rosyjskiego think tanku GORKI z siedzibą w Petersburgu.

## Życie prywatne
W sierpniu 2018 zawarła związek małżeński z przedsiębiorcą Wolfgangem Meilingerem; ceremonia zyskała międzynarodowy rozgłos z uwagi na zaproszenie na nią rosyjskiego prezydenta Władimira Putina. W 2023 przeprowadziła się do Petersburga.

## Wybrane publikacje
- Hizbollah: Libanesische Widerstandsbewegung, islamische Terrorgruppe oder bloss eine politische Partei? Eine Untersuchung der schiitischen Massenbewegung Hizbollah im libanesischen und regionalen Kontext, Landesverteidigungsakademie, Wiedeń 2002
- Der Energiepoker: Wie Erdöl und Erdgas die Weltwirtschaft beeinflussen, FinanzBuch, Monachium 2006
- Die Gewaltspirale: Warum Orient und Okzident nicht miteinander können, Ecowin, Salzburg 2007
- Testosteron Macht Politik, Braumüller, Wiedeń 2012
- Die zersplitterte Welt: Was von der Globalisierung bleibt, Braumüller, Wiedeń 2013
- Mein Naher Osten, Braumüller, Wiedeń 2014
- Wachablöse: Auf dem Weg in eine chinesische Weltordnung, Frank&Frei, Wiedeń 2017[14]